# Władysław Taczanowski
Władysław (Ladislaus) Taczanowski (* 1 de marzo de 1819 en Jabłonna – 17 de enero de 1890 en Varsovia) era un zoólogo polaco. 
Fue miembro de una antigua familia noble (szlachta) de la región de Poznań. Se considera a Taczanowski como uno de los zoólogos europeos más importantes del siglo XIX. 
Estudió en París y trabajó en museos de Viena, Berlín, París y Londres. Accedió al puesto de preparador de la sección zoológica del Museo Universitario de Varsovia en 1862, sucediendo a Feliks Paweł Jarocki y permaneció en él el resto de su vida. Taczanowski tomó parte en una expedición a Argelia con Antoni S. Waga (1866-67) y escribió diversos estudios relevantes, como Aves de Polonia (1882) y Ornitología de Perú (1884-86). 
Entre sus muchos logros, describió especies como la pava aliblanca o la cortarrama peruana, entre otras.

## Eponimia
Wladyslaw Taczanowski es homeajeado con el nombre científico y popular de numerosas especies, entre las cuales:

### Aves
- Podiceps taczanowskii, macá del lago Titicaca o zampullín del Junín;
- Cinclodes taczanowskii, remolinera peruana;
- Sicalis taczanowskii, chirigüe de Taczanowski;
- Leucippus taczanowskii, colibrí de Taczanowski;
- Leptopogon taczanowskii, orejero inca;
- Nothoprocta taczanowskii, tinamú de Taczanowski;
- Montifringilla taczanowskii, gorrión de Taczanowski.

### Mamíferos
- Agouti taczanowskii,  paca de montaña;
- Thomasomys taczanowskii, roedor.

### Peces
- Chaetostoma taczanowskii
- Trichomycterus taczanowskii
- Astroblepus taczanowskii
- Ladislavia taczanowskii
- Sebastes taczanowskii

### Arañas
- Taczanowskia, género
- Mangora taczanowskii
- Emertonella taczanowskii
- Gnathonarium taczanowskii
- Pardosa taczanowskii
- Lyssomanes taczanowskii
- Leucauge taczanowskii
- Maghiphantes taczanowskii
- Hypaeas taczanowskii

### Crustáceos
- Hyalellopsis taczanowskii

## Otros trabajos
- "Les Aranéides de la Guyane française" Horae Societatis entomologicae Rossicae (1871)
- "Les Aranéides de la Guyane française" Horae Societatis entomologicae Rossicae (1873)
- "Les Aranéides du Pérou. Famille des Attidés" (1879)

## Abreviatura (zoología)
La abreviatura Taczanowski  se emplea para indicar a Władysław Taczanowski como autoridad en la descripción y taxonomía en zoología.